# ナコーンチャイシー郡
ナコーンチャイシー郡（ナコーンチャイシーぐん）はタイ中部・ナコーンパトム県にある郡（アムプー）の一つ。

## 名称
古くはシーウィチャイ、シーチャイ、シリウィチャイなどと言われてきたが、アユタヤー時代にチャクラパット王により現在の名前に変えられた。

## 歴史
本来はナコーンパトムの郊外にある小さな村だったが、16世紀頃までにナコーンパトムの運河の水位が下がり貿易港としての機能が失われたため、また、ビルマタウングー王朝の進入をおそれて、アユタヤ王朝のチャクラパットは1548年ナコーンパトムの住人をナコーンチャイシーまで住人を移住させた。これを機にナコーンチャイシーはアユタヤ王朝下では主要都市の一つとして機能した。後のアユタヤ王はエーカートッサロット王はワット・シーマハーポートを建立している。
1895年にはモントン・ナコーンチャイシーの首都として機能した。のち1897年にはナコーンパトムが再建されたことによりラーマ5世によって住民が再度ナコーンパトムまで移住させられ、その後ナコーンパトム県内での地位は下がっていくことになる。

## 地理
郡内は平坦な米などの農作に適した湿地帯である。また農業用の運河も数多く掘られている。バンコクの近郊都市の一つでもあり、中流、上流階級のベッドタウンともなっている。

## 経済

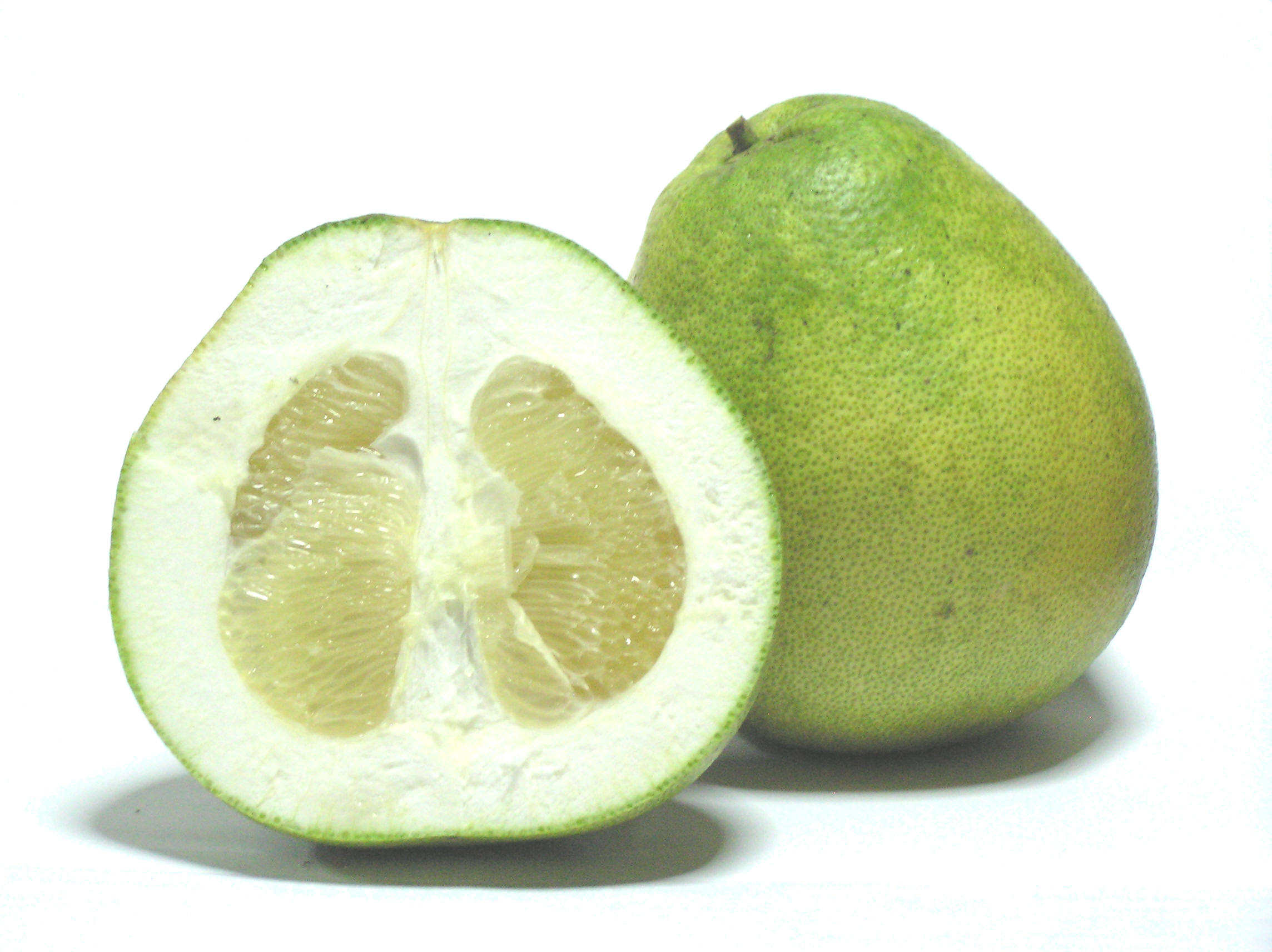
ナコーンチャイシーの名産品ザボン
カーオナムプン・ブランド（「蜂蜜の白」と言う意味）

農業面では従来ピンケーオ米という米のブランドで有名で有名であった。現在ではジャスミン米というブランドの米の方が有名になり、ピンケーオ米のブランドの価値は下がったが、現在ではザボンの生産で有名である。ザボンは特にトーンディー、カーオナムプンなどが有名である。他にもフトモモ、グワバなどが生産されている。
観光業も比較的盛んであり、前述のワット・シーマハーポートはアユタヤ時代に建てられた歴史ある寺として有名なスポットであり。歴史や説話の人物等をロウで再現した、蝋人形博物館なども多くの観光客を集めている。

## 行政区分
ナコーンチャイシー郡は24のタムボンがあり、さらにその下位に108の村（ムーバーン）がある。郡内には2つのテーサバーン（自治体）があり、以下のようになっている。
- テーサバーンタムボン・ナコーンチャイシー
- テーサバーンタムボン・フワイプルー

以下は郡内のタムボンの一覧である。
1. タムボン・ナコーンチャイシー (ตำบลนครชัยศรี)
2. タムボン・バーンクラバオ (ตำบลบางกระเบา)
3. タムボン・ワットケー (ตำบลวัดแค)
4. タムボン・タムナック (ตำบลท่าตำหนัก)
5. タムボン・バーンケーオ (ตำบลบางแก้ว)
6. タムボン・タークラチャップ (ตำบลท่ากระชับ)
7. タムボン・クンケーオ (ตำบลขุนแก้ว)
8. タムボン・タープラヤー (ตำบลท่าพระยา)
9. タムボン・パニアット (ตำบลพะเนียด)
10. タムボン・バーンラカム (ตำบลบางระกำ)
11. タムボン・コークプラチェーディー (ตำบลโคกพระเจดีย์)
12. タムボン・シーラサトーン (ตำบลศีรษะทอง)
13. タムボン・レームブワ (ตำบลแหลมบัว)
14. タムボン・シーマハーポート (ตำบลศรีมหาโพธิ์)
15. タムボン・サムパトゥワム (ตำบลสัมปทวน)
16. タムボン・ワットサムローン (ตำบลวัดสำโรง)
17. タムボン・コーンフェーク (ตำบลดอนแฝก)
18. タムボン・フワイプルー (ตำบลห้วยพลู)
19. タムボン・ワットラムック (ตำบลวัดละมุด)
20. タムボン・バーンプラ (ตำบลบางพระ)
21. タムボン・バーンケーオファー (ตำบลบางแก้วฟ้า)
22. タムボン・ラーンタークファー (ตำบลลานตากฟ้า)
23. タムボン・ギウラーイ (ตำบลงิ้วราย)
24. タムボン・タイヤーワート (ตำบลไทยาวาส)